# C21H24O4
化学式C21H24O4（摩尔质量：340.41 g/mol）可能指：
- Tetrahydroxyspirobisindan，CAS号：77-08-7
- 戊二酸二苯乙酯 PubChem CID：91703273
- 双酚A二缩水甘油醚，CAS号：1675-54-3

|  | 这个同类索引页列出了具有相同分子式的化学物（即同分異構體）条目。 除非您是有意链接至本页，否则应将相应条目的内部链接指向正确的条目。 |